# M&M's

M&M's i original

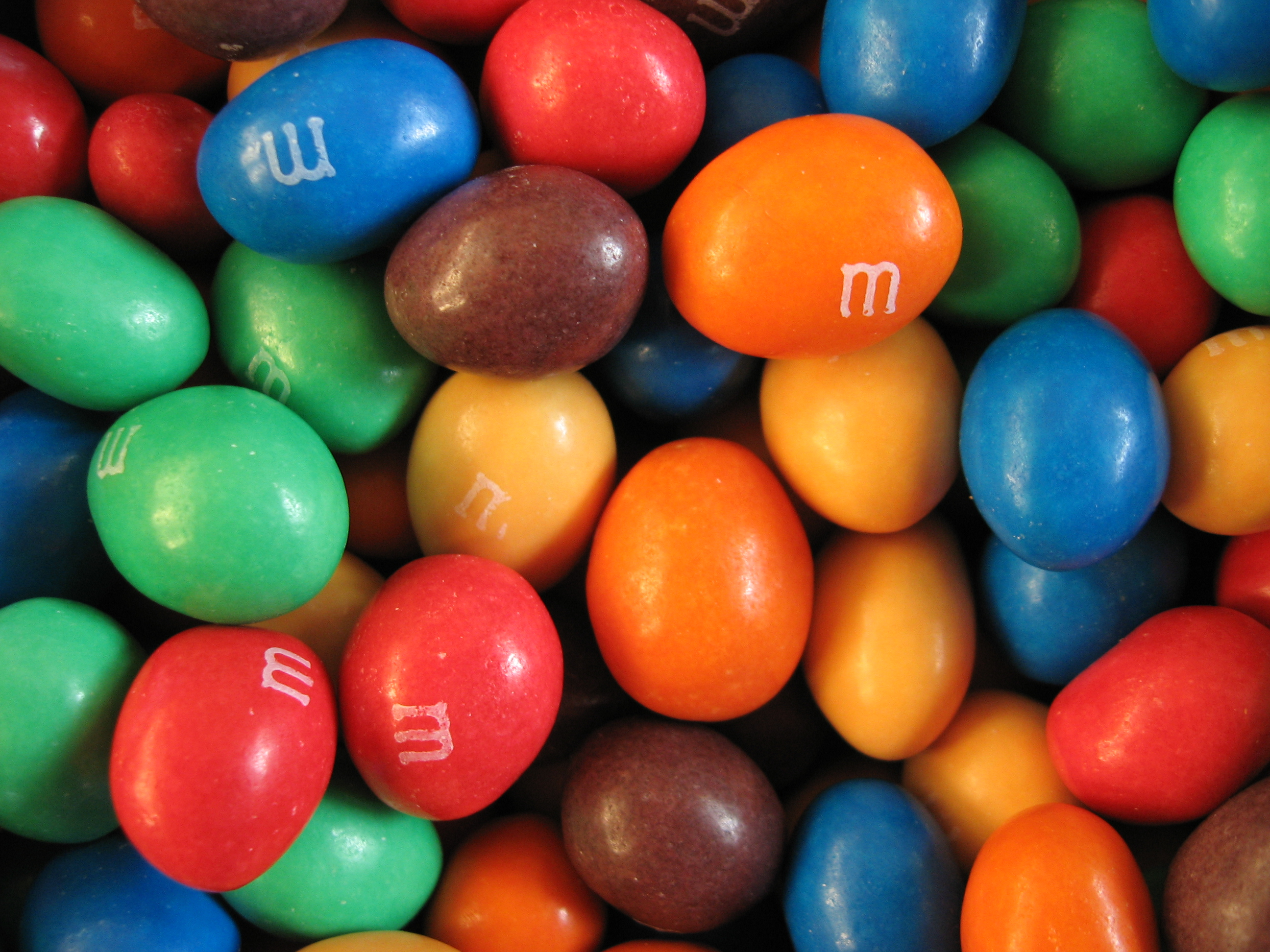
Jordnöts-M&M's

M&M's är ett varumärke för chokladkonfektyr (godis) som i sitt originalutförande består av mjölkchoklad med ett skal (dragé) av sockerkaramell. Varumärket ägs av Mars Incorporated. M&M's började tillverkas 1941 och lanserades i Sverige år 2009. Bokstaven M står just för Mars (Forrest E. Mars Sr.) och det andra M är efternamnet på produktutvecklaren (Bruce Murrie).
M&M's tillverkas i färgerna röd, gul, blå, grön, orange och brun. Flera andra varianter än mjölkchoklad finns, bland annat de som är fyllda med jordnötter, jordnötssmör, mandel eller riscrisp.

## Varumärkestvist i Sverige
Marabou och Mars hade tidigare ett avtal om att Mars inte skulle använda varumärket M&M i Sverige, Norge och Finland, för att undvika förväxling med Marabous varumärke "M", som har använts i Sverige sedan 1957. Avtalet löpte ut 1998 och 2009 började Mars marknadsföra M&M i Norden.
Efter domstolsbeslut tvingades Mars upphöra med försäljningen av M&M på svenska marknaden senast 30 juni 2016.
Mars får dock sälja vidare M&M's genom ett byte av logotypen från små till stora bokstäver.

## Marknadsföring
Sockeröverdraget gjordes för att chokladen skulle "smälta i munnen och inte i handen", vilket också var produktens slogan under många år. Innan produkten kommersialiserades användes den därför av den amerikanska militären som ett smidigt sätt att njuta av choklad.
M&M's är färgglatt och marknadsförs med humor för vuxna av de tecknade figurerna "Röd" och "Gul". 